# جورجیو بارسانتی
جورجیو بارسانتی (انگلیسی: Giorgio Barsanti; ۲۳ سپتامبر ۱۹۱۸ – ۱۱ نوامبر ۱۹۹۴) بازیکن فوتبال اهل ایتالیا بود.
از باشگاه‌هایی که در آن بازی کرده‌است می‌توان به باشگاه فوتبال اینتر میلان، باشگاه فوتبال کرمونزه، باشگاه فوتبال ارورا پرو پاتریا ۱۹۱۹، باشگاه فوتبال سمپدوریا، و باشگاه فوتبال جنوآ اشاره کرد.